# Iván Rodríguez (piłkarz)
José Iván „Jefecito” Rodríguez Rebollar (ur. 17 czerwca 1996 w Morelii) – meksykański piłkarz występujący na pozycji defensywnego pomocnika, reprezentant Meksyku, od 2025 roku zawodnik Necaxy.